# Дячук, Максим Ростиславович
Макси́м Ростисла́вович Дячу́к (укр. Максим Ростиславович Дячук; род. 21 июля 2003, Ясиня, Закарпатская область) — украинский футболист, защитник киевского «Динамо», выступающий на правах аренды за гданьскую «Лехию».

## Клубная карьера
Родился в пгт Ясиня Закарпатской области. Воспитанник раховской ДЮСШ. В ДЮФЛУ с 2016 по 2019 год выступал за франковскую «Нику» и моршинскую «Скалу».
Весной 2019 года присоединился к «Динамо». Весной следующего года переведен в юношескую (U-19) команду киевлян. Однажды попал в заявку «Динамо» в Юношеской лиге УЕФА, но на поле не выходил. В сезоне 2020/21 годов несколько раз попадал в заявку «молодежки» киевлян, но на поле так и не выходил. В сезоне 2021/22 годов выступал за «Динамо» в юношеском чемпионате Украины. В Юношеской лиге УЕФА дебютировал 14 сентября 2021 в победном (4:0) домашнем поединке 1-го тура группового этапа против лиссабонской «Бенфики». Максим вышел на поле в стартовом составе и отыграл весь матч. Единственным голом в Юношеской лиге отличился 2 ноября 2021 на 66-й минуте победного (4:1) домашнего поединка 4-го тура группового этапа против «Барселоны». Дячук вышел на поле в стартовом составе и отыграл весь матч. На турнире оставался основным игроком киевлян, сыграл все 8 матчей без замен, в которых отличился 1-м голом.
В начале июля 2022 побывал на тренировочном сборе первой команды «Динамо» в Швейцарии, но тренерскому штабу первой команды не подошел. 11 июля 2022 года отправился в 2-летнюю аренду в «Александрию». В футболке первой команды «горожан» дебютировал 2 октября 2022 в победном (2:1) выездном поединке 5-го тура Премьер-лиги Украины против одесского «Черноморца». Максим вышел на поле в стартовом составе и отыграл весь матч.

## Карьера в сборной
Вызывался в юношеские сборные Украины разных возрастных категорий.
В футболке юношеской сборной Украины (до 17 лет) дебютировал 26 августа 2019 в победном (2:1) домашнем товарищеском поединке против сверстников из Латвии. Максим вышел на поле в стартовом составе и отыграл весь матч. В общей сложности провел 7 поединков за команду U-17.

## Достижения
«Динамо» (Киев)
- Чемпион Украины: 2024/25
- Серебряный призёр чемпионата Украины: 2023/24